# Miquel Bestard

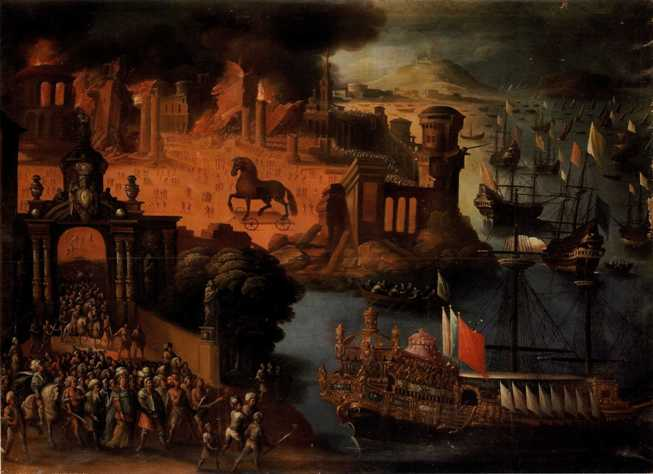
Incendio de Troya, óleo sobre lienzo, 180 x 230 cm, Mallorca, colección particular.

Miquel Bestard (Palma de Mallorca, 1592-1633) fue un pintor barroco español de tradición manierista. 

## Biografía y obra
Hijo de Miquel Bestard, citado como escribano y mercader, y de su esposa, Aina, en 1615 casó con Joana, huérfana del notario Josep Batle, que aportó al matrimonio una considerable dote de cuatrocientas libras en bienes inmuebles. Entre 1623 y 1630 la pareja bautizó a cinco hijos, actuando como oficiantes y padrinos algunos miembros distinguidos de la sociedad mallorquina, con la que el pintor parece haber estado bien relacionado. Su muerte prematura, a primeros de noviembre de 1633, debió de sobrevenirle de improviso, pues falleció sin testar, y fue enterrado en la catedral, conforme era costumbre en su familia.
La pintura de Bestard puede agruparse en dos bloques bien diferenciados: el de la pintura religiosa para las iglesias y conventos mallorquines y el de los motivos profanos —vistas de Mallorca desde el puerto, incendios de Troya y combates navales— en lienzos de gran tamaño, entre ellos algunos de los que se han asignado hasta fecha reciente a un anónimo «pintor loco» a causa de la extravagancia de sus paisajes e invenciones y lo somero de su ejecución.
A medio camino entre un género y otro pueden situarse algunas pinturas de asunto luliano, como las Escenas de la vida de Ramon Llull de colección privada, con amplios paisajes, y la que es su obra más conocida, aunque de composición desordenada y torpe factura: el Martirio de Cabrit y Bassa (1629, Ayuntamiento de Palma), óleo de gran tamaño con un amplio paisaje dedicado a los defensores del castillo de Alaró a quienes en diferentes momentos de la historia mallorquina se pretendió dar culto como santos, llegando a ser tenidos por patronos de Mallorca. De dibujo más acabado y ordenación más precisa son algunas otras pinturas de iconografía mejor codificada, como algunas Inmaculadas (iglesia de San Francisco de Palma y Monasterio de san Bartolomé de Inca) para las que, además, pudo servirse de estampas, y muy especialmente la Multiplicación de los panes y los peces (Museo de Mallorca), cuadro de grandes dimensiones (300 x 520 cm) pintado para los dominicos de Palma, cercano al Cristo servido por ángeles que pintó para los jesuitas de Montesión, actualmente perdido pero muy alabado desde antiguo por su fondo de paisaje.
Su fama trascendió el ámbito insular y es probable que él sea el Mallorquín, así citado en algunas antiguas colecciones barcelonesas y madrileñas.